# 南類家
南類家（みなみるいけ）は、青森県八戸市にある町名・地名の一つである。南類家一丁目から五丁目まである。

## 地理
八戸市役所から南東2kmのところに位置する、新井田川下流の左岸にある住宅地域である。北に類家、新井田川を越えた東に新井田西、南、西に田向が接する。その先の西には吹上がある。鉄道の駅は無い。幹線道路は市道3･4･5街路（国道45号線から八戸市立市民病院に繋がる2車線道路）、市道3･4･20街路（国道45号線から吹上に繋がる4車線道路）が通る。

## 世帯数と人口
2017年（平成29年）4月30日現在の世帯数と人口は以下の通りである。
| 丁目         | 世帯数    | 人口    |
| ------------ | --------- | ------- |
| 南類家一丁目 | 360世帯   | 844人   |
| 南類家二丁目 | 353世帯   | 788人   |
| 南類家三丁目 | 119世帯   | 252人   |
| 南類家四丁目 | 331世帯   | 752人   |
| 南類家五丁目 | 214世帯   | 473人   |
| 計           | 1,377世帯 | 3,109人 |

## 施設

### 商業
- 青森みちのく銀行南類家支店
- 青い森信用金庫南類家支店
- ユニバース南類家店
- コープあおもり類家店
- DCM 類家店
- 伊吉書院類家店
- セプドール類家店
- ハッピー・ドラッグ類家店
- るいけ温泉
- シャトレーゼ 南類家店
- マクドナルド 南類家店
- ミスタードーナツ 八戸南類家ショップ

### 教育
- 青森県立八戸東高等学校グラウンド
- 青森県立八戸工業高等学校野球場

### 公園
- 南類家二丁目公園